# Mørdrup Kirke
Mørdrup Kirke er sognekirke for Mørdrup Sogn. Kirken ligger omtrent midt i Espergærde, tæt ved Espergærdecenteret.
Baggrunden for kirken var den voldsomme befolkningsvækst i Espergærde i 1960-erne. På daværende tidspunkt var Egebæksvang Kirke eneste kirke i sognet, men dels lå den i byens nordøstlige udkant, dels ville den slet ikke kunne rumme den forventede tilgang af kirkegængere. Da der samtidig skete en voldsom befolkningsvækst ved Borupgaard i Snekkersten, blev det besluttet at bygge to nye kirker, begge centralt beliggende for de befolkningsområder, de skulle betjene. Den ene kirke var Mørdrup Kirke, den anden var Sthens Kirke.
I 1968 gav Tikøb Sogneråd tilladelse til, at menighedsrådet kunne købe grunden på hjørnet af Nørremarken og Vestermarken i Espergærde. Kirken ville dermed komme til at ligge i tilknytning til "Den Hvide By", en markant bydel midt i Espergærde der blandt andet omfattede kædehuse, etagehusbebyggelse og Espergærdecenteret. Per Christiansen, der havde været arkitekten bag "Den Hvide By" tilbød sammen med arkitekt Carl Svendsen at tegne den nye kirke. Der blev nedsat et udvalg, og i maj 1970 fremsendtes de første skitsetegninger til den nye kirke til Kirkeministeriet. Projektet blev godkendt og byggeriet igangsat. Kirken blev i sit ydre tilpasset det øvrige byggeri i "Den Hvide By" med hvide mure og rødt teglstenstag.
Kirken blev bygget i to etaper. Første etape, der kun omfattede en mindre del af den samlede kirke, var færdigbygget i 1976, anden etape med kirkerummet og tårnet i 1984.

## Interiør
Kirkens altertavle er udført af den konstruktivistiske kunstner Arne L. Hansen.
Som kirkeskib er ophængt en model af en Snekkersten-jolle lavet af bådebygger Bjørn Andersen.

## Kirkegård
Der hører ingen kirkegård til kirken. Sognet har fælles kirkegård med Egebæksvang Sogn.

## Tårnet
Mørdrup kirke har 3 klokker som er støbt af Petit & Fritsen
De to klokker er fra kirkens indvielse i 1984, men den tredje og mindste er kommet til 2005.
Den største klokke vejer 540 kg og er stemt i tonen Gis, den mellemste vejer 380 kg og er stemt i tonen Ais, mens den tredje og mindste vejer 225 kg og er stemt i tonen Cis2. Klokkerne er afstemt med klokkerne i Egebæksvang og Humlebæk kirker.